# Фёдоровка (посёлок, Дмитровский городской округ)
Фёдоровка — деревня в Дмитровском г о Московской области, в составе городского поселения Яхрома.

## География
Расположена в западной части района, в 15 км на юго-запад от города Яхромы, на левом берегу реки Лутосня, высота центра над уровнем моря 192 м. Ближайшие населённые пункты — Подъячево на востоке, Храброво на юго-востоке и Арбузово на северо-западе. Через Фёдоровку проходит региональная автодорога Рогачёвское шоссе.

## История
Дореволюционное название — Анино.
До 2006 года Фёдоровка входила в состав Подъячевского сельского округа.
Постановлением Губернатора Московской области от 21 февраля 2019 года № 75-ПГ категория населённого пункта изменена с «деревня» на «посёлок».

## Население
| 2002 | 2006 | 2010 |
| ---- | ---- | ---- |
| 27   | ↗30  | ↘25  |